# جانفرانکو بارا
جانفرانکو بارا (به انگلیسی: Gianfranco Barra؛ ۵ آوریل ۱۹۴۰ – ۲۳ مارس ۲۰۲۵) بازیگر اهل ایتالیا بود.

## گزیده فیلم‌شناسی
از جمله فیلم‌هایی که وی در آن‌ها نقش داشته‌است، می‌توان به انجیرتیغی، پزشک بیمه سلامت، پیرنو دوباره می‌تازد، یک پارچه جواهر، در آخرین لحظه، گناه و شرم، معجزه ایتالیایی، اغوای میمی، معلم علوم تجربی، عمر مختار، عشق و آشوب، قمار، جو موزفروش، بهشت، جووانی فالکونه، نهار یکشنبه، شب بخیر، آقایان و خانم‌ها، پلیس زن، یک پلیس زن در جوخه هرزه‌ها، سنبله، ثور، جدی، شکر، عسل و فلفل، مرگ مشکوک یک دختر کم سن‌وسال، اقدام بی‌سروصدا،  قتل در گورستان اتروسک و گریز کودک بی‌گناه اشاره کرد.

## مرگ
بارا در ۲۳ مارس ۲۰۲۵، در سن ۸۴ سالگی در رم، ایتالیا درگذشت.